# Марк Помпоній Матон
Марк Помпоній Матон (лат. Marcus Pomponius Matho; ? — 204 до н. е.) — політичний, державний та військовий діяч Римської республіки, консул 231 року до н. е.

## Життєпис
Походив з роду Помпоніїв. Син Марка Помпонія Матона. Про молоді роки нічого не відомо. 
У 231 році до н. е. його обрано консулом разом з Гаєм Папірієм Мазоном. Отримав доручення від римського сенату придушити повстання на о. Сардинія.
У 217 році до н. е. його обрано претором. Саме Матон оголосив народові про поразку римлян при Тразименському озері. Наприкінці того ж року впроваджено диктатуру, а диктатор Луцій Ветурій Філон призначивє його своїм заступником — начальником кінноти. Проте через декілька днів сенат угледів порушення у процедурі оголошення диктатури. Тому Філон та Матон вимушені були скласти свої повноваження.
Про подальшу діяльність мало відомо. Був членом колегії авгурів та децемвіром для жертвоприношень. Помер у 204 році до н. е.